# Esternay
Esternay is een gemeente in het Franse departement Marne (regio Grand Est). De plaats maakt deel uit van het arrondissement Épernay. Esternay telde op 1 januari 2022 1.776 inwoners.

## Geografie
De oppervlakte van Esternay bedroeg op 1 januari 2022 31,98 vierkante kilometer; de bevolkingsdichtheid was toen 55,5 inwoners per km².

## Demografie
Onderstaande figuur toont het verloop van het inwonertal (bron: INSEE-tellingen).